# Теткин, Борис Ефимович
Борис Ефимович Теткин (2 июня 1930, Акмолинск, Казахская АССР, СССР) — советский и казахский режиссёр и сценарист.

## Биография
Родился 2 июня 1930 года в Акмолинске.
В 1949 году поступил на сценарный факультет ВГИКа, который он окончил в 1954 году.
В 1958 году он был удостоен премии 2-й степени на 1-м Всесоюзном кинофестивале в Москве за написанный сценарий «Берёзы в степи», совместно с Будамиром Метельниковым, который собираясь писать сценарий про освоение целины привлёк Теткина как знавшего материал:

А тут еще появился в Москве мой друг и однокашник по ВГИКу Борис Теткин — большую часть жизни он как раз прожил в Казахстане. Стало быть, материал ему не чужой, а работа нужна. Может быть, попробовать вдвоем?
Сценарий фильма «Берёзы в степи» был напечатан в журналах «Искусство кино», 1956, № 4 и «Искусство», 1959.

## Фильмография

### Сценарист
- 1957 — Берёзы в степи, совместно с Будамиром Метельниковым, режиссёр Юрий Победоносцев
- 1960 — Тишина, режиссёр Александр Карпов

### Режиссёр
- 1974 — На быстрине, телефильм
- 1974 — Курмангазы